# Mindfighter
Mindfighter est un jeu vidéo de type fiction interactive développé par Abstract Concepts et édité par Activision, sorti en 1988 sur DOS, Amiga, Amstrad CPC, Amstrad PCW, Atari ST, Commodore 64 et ZX Spectrum.

## Accueil
- Your Sinclair: « C'est un âge d'or pour partir à l'aventure sur Spectrum... »[1]

- Sinclair User: « Une histoire intrigante. Peut provoquer dans frissons dans le dos !" »[2]